# Bergsøya (Herøy)
Bergsøya  est une île de l'archipel de Sørøyane appartenant à la commune de Herøy, du comté de Møre og Romsdal, dans la mer de Norvège.

## Description
L'île de 7,6 km2, qui fait partie de Fosnavåg, est située entre les îles de Leinøya (à l'est) et Nerlandsøya (à l'ouest). L'île est reliée à d'autres îles via un réseau de ponts. Le Nerlandsøy Bridge (en) la relie à l'île Bergsøya  et un petit pont à l'île Leinøya. l'archipel de Flåvær se trouve au sud.

## Galerie

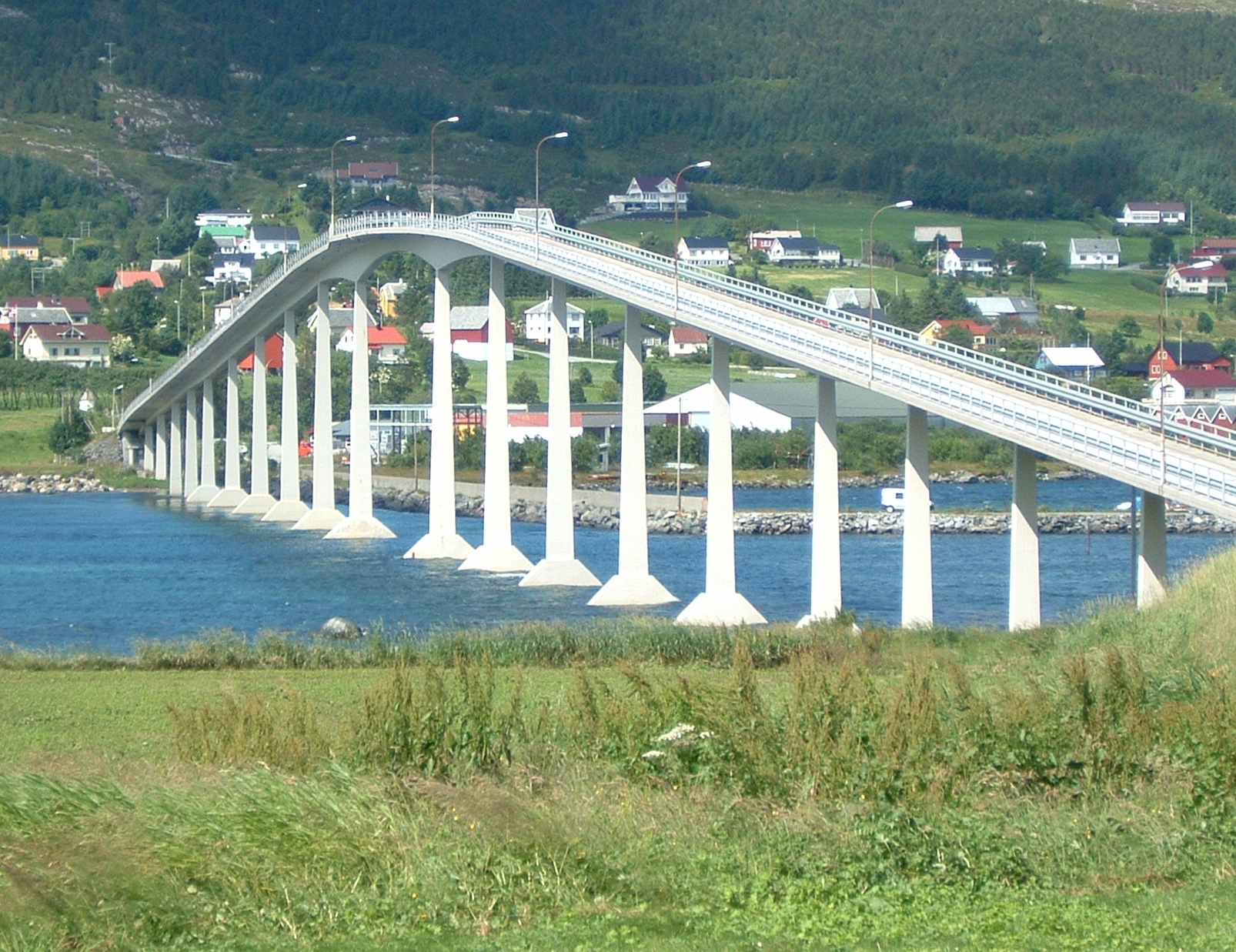
Pont de Nerlandsøy
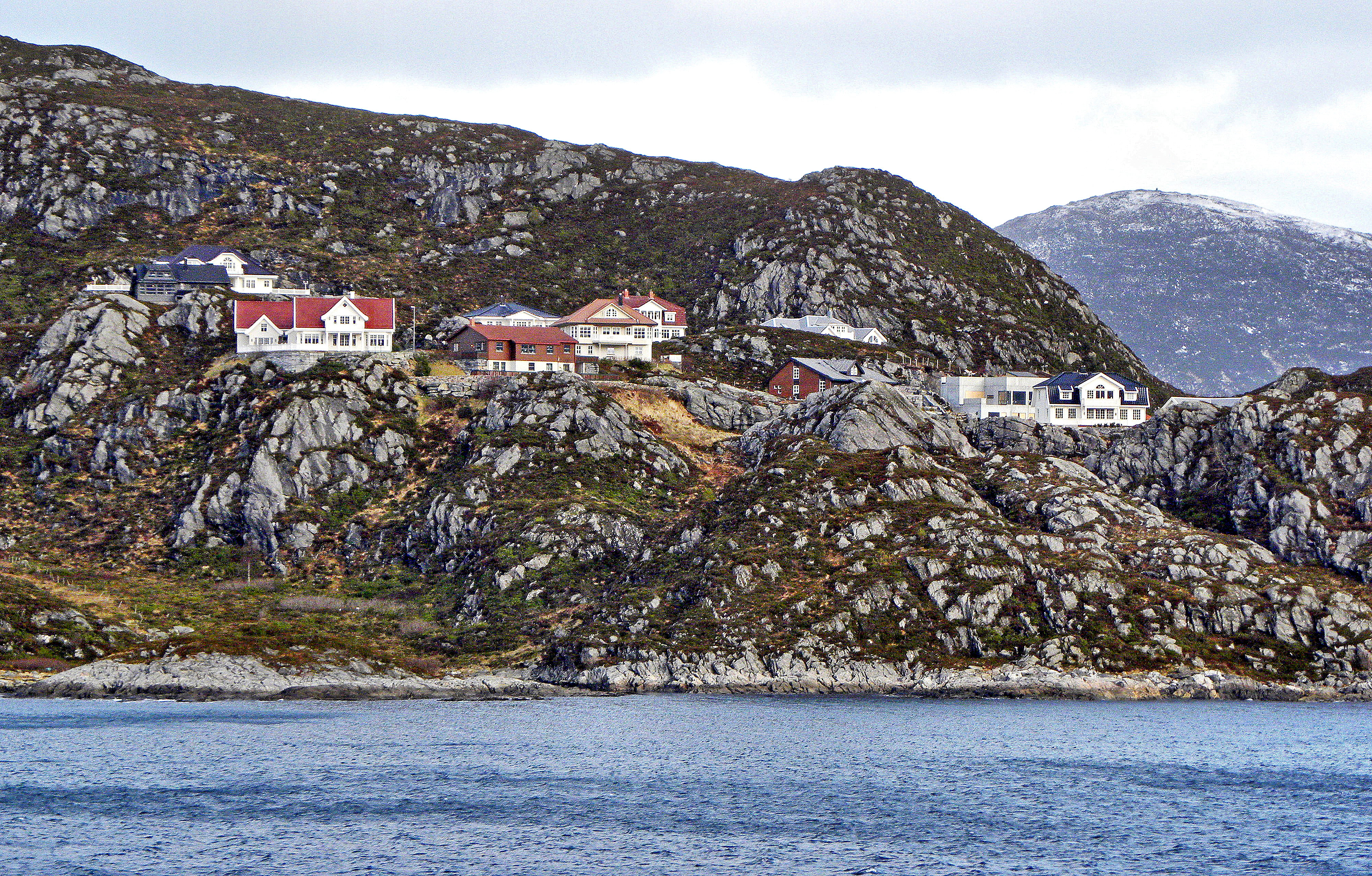
Village sur Bergsøya